# Middelbert
Middelbert (Gronings: Milbert) is een dorp in de Nederlandse gemeente Groningen met 115 inwoners ten oosten van de stad Groningen. Tot 1969 lag het in de voormalige gemeente Noorddijk.
De naam Middelbert betekent 'middelste buurt' of 'middelste dorp'. Oorspronkelijk was het een van de kerspelen van het Gorecht. De oorspronkelijke plaats Middelbert bestaat uit twee delen: het dorp Middelbert waar de kerk staat aan de Middelberterweg en Olgerweg, dat via de Driebondsweg (zonder bewoning) verbonden is met het streekje Klein Harkstede dat aan de Harkstederweg en Borgsloot ligt. Een vijftal huizen aan de Borgsloot had vroeger een oprijlaan richting Middelberterweg.
Middelbert is met Engelbert, Euvelgunne en Roodehaan een van de vier MEER-dorpen in het gebied waar de grote stadsuitbreiding Meerstad is gepland. In die plannen is voorzien dat Middelbert zijn dorpskarakter zal behouden.
Door de nabijheid van de stad zijn er bijna geen voorzieningen meer in het dorp. Er is wel een aantal kleine bedrijven gevestigd. Middelbert wordt overdag elk half uur en 's avonds elk uur aangedaan door buslijn 5 van Qbuzz en heeft 4 bushaltes.
In Middelbert staat de 13e-eeuwse Martinuskerk.

## Geboren
- Jan Kruijer (1889-1965), architect

## Zie ook

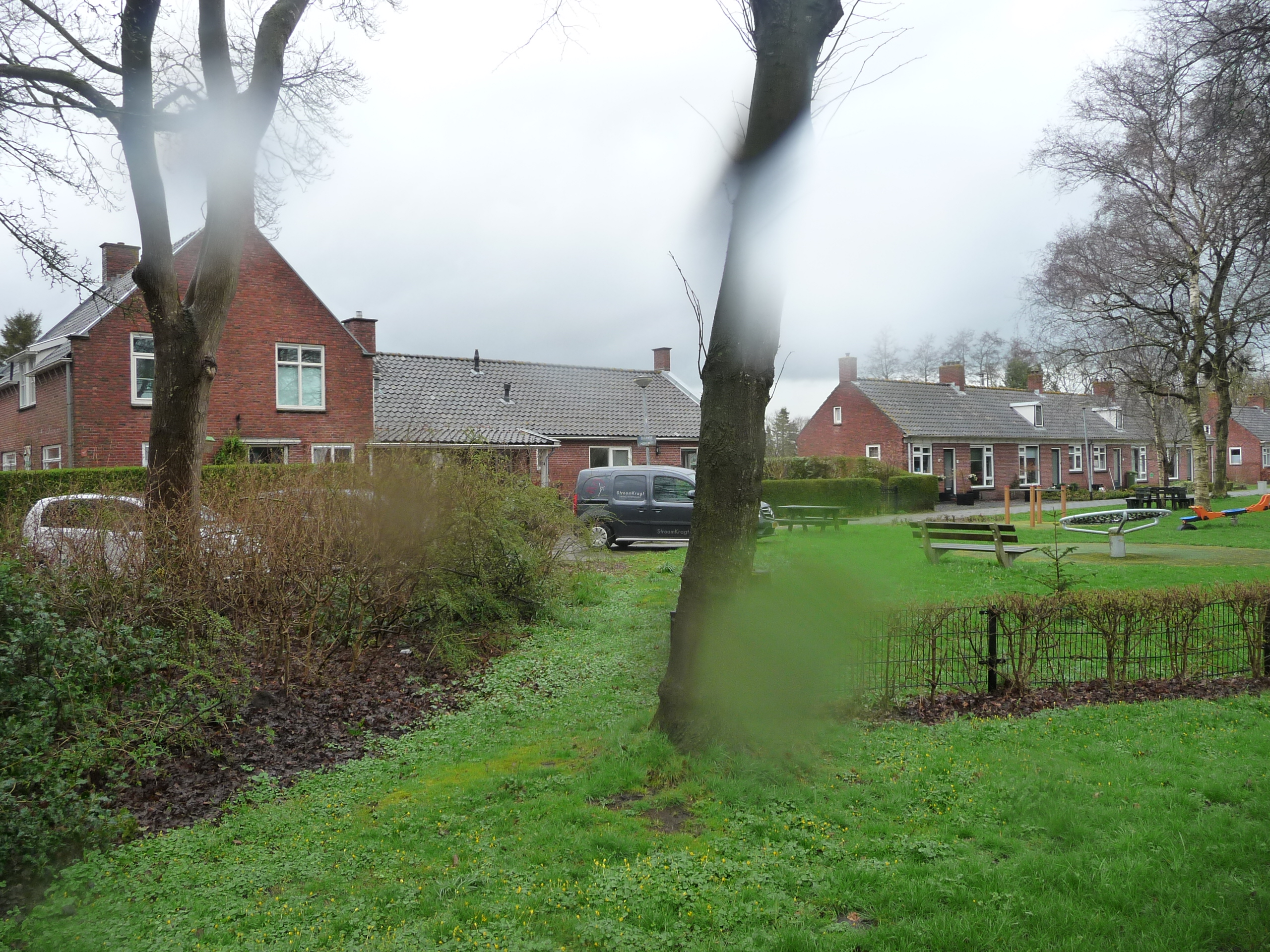
Dorp Middelbert